# Équipe du Japon de football
Cet article traite de l'équipe masculine. Pour l'équipe féminine, voir Équipe du Japon féminine de football.
Maillots
L'équipe du Japon de football (サッカー日本代表, sakkā Nihon daihyō) est la sélection de joueurs de football japonais représentant le pays lors des compétitions régionales, continentales et internationales sous l'égide de la Fédération du Japon de football.
La sélection du Japon est considérée comme une des équipes les plus importantes d'Asie. Elle se qualifie en 2022 pour sa 7e Coupe du monde d'affilée, au cours de laquelle elle atteint le stade des huitièmes de finale, un stade qu'elle avait auparavant atteint à trois autres reprises, en 2002, 2010 et 2018, elle est à ce titre la nation asiatique ayant réussi à franchir le plus grand nombre de fois les phases de poule d'une Coupe du monde. Le Japon remporte la Coupe d'Asie des nations à quatre reprises, le record en la matière, en 1992, 2000, 2004 et 2011. À ce palmarès on doit ajouter une place d'honneur en Coupe des confédérations, le Japon ayant atteint la finale de l'édition 2001.

## Histoire

### Des débuts modestes
Le football fait son apparition au Japon à la fin du XIXe siècle, importé dans l'archipel par des marins et expatriés britanniques,. Une première équipe représentant le Japon fait ses débuts lors du tournoi de football des Jeux de l'Extrême-Orient de 1917, organisés à Tokyo, l’équipe de Tōkyō kōtō shihan gakkō (東京高等師範学校, École normale supérieure de Tokyo). Ses adversaires sont la République de Chine et les Philippines, deux équipes existant depuis 1913. Le 9 mai, la sélection s'incline sèchement face à la Chine (0-5). Le lendemain, elle enregistre la plus large défaite de son histoire contre les Philippines (2-15),.
La Fédération japonaise de football n'étant cependant fondée qu'en 1921. Cette dernière ne reconnait pas les matchs antérieurs à sa création et considère que la sélection japonaise fait ses débuts officiels aux Jeux de l'Extrême-Orient de 1923. Le 23 mai à Osaka, les Japonais s'inclinent contre les Philippins (1-2). Leur premier succès ne survient que le 29 août 1927 à Shanghai, face aux Philippines encore (2-1), pour la 8e édition des Jeux de l'Extrême-Orient.
La Fédération est affiliée à la FIFA en 1929, de sorte que l'équipe fait ses débuts hors d'Asie aux Olympiades suivantes, en 1936 à Berlin. Les Japonais, menés 2-0 à la pause, créent la surprise en l'emportant au premier tour contre la Suède (3-2), le « miracle de Berlin ». Ils ne peuvent rien en quart de finale contre l'Italie, alors la meilleure équipe au monde (0-8). Vingt ans plus tard, le Japon concourt de nouveau au tournoi olympique de Melbourne mais s'incline au premier tour contre le pays hôte, l'Australie (0-2).
La Fédération est membre fondateur de la Confédération asiatique de football (AFC) en 1954, mais ne s'inscrit pourtant pas aux tours préliminaires des premières éditions de la Coupe d'Asie. Pour la Coupe du monde la sélection tente sa chance en 1954 et en 1962, mais est à chaque fois battue en duel par la Corée du Sud, dont il est l'ancienne puissance coloniale,.
Le football connait dans l'archipel un regain de popularité lors des Jeux olympiques de Tokyo en 1964, interdits aux joueurs professionnels. Les joueurs japonais passent le premier tour grâce à une victoire de prestige sur l'Argentine (3-2) avant de s'incliner en quart de finale face à la Tchécoslovaquie (0-4). L'année suivante, un championnat national amateur est lancé, la Japan Soccer League, qui connait assez vite un succès populaire.
Dans le cadre des qualifications pour les Jeux de 1968, les Japonais connaissent leur plus large victoire contre les Philippines, le 27 septembre 1967, à domicile sur le score de 15 buts à 0. Qualifié pour le tournoi, le Japon y crée la surprise en devançant le Brésil et le Nigeria au premier tour avant d'écarter la France en quart de finale (3-1). Battu par la Hongrie en demi-finale, le Japon remporte la médaille de bronze en prenant le dessus sur le Mexique, pays hôte, lors du match pour la 3e place (2-0). Kunishige Kamamoto est le meilleur buteur du tournoi.
La fédération s'inscrit finalement aux tournois qualificatifs des Coupes d'Asie de 1968 et 1976, sans succès cependant. À partir de l'édition 1970, elle s'inscrit systématiquement aux tours préliminaires à la Coupe du monde mais la sélection ne parvient pas à se qualifier, étant dominée tout à tour par la Corée du Sud, l'Australie, Israël,, la Corée du Nord, etc.

### L'affirmation au niveau continental (1988-1996)
En 1984, les Jeux olympiques s'ouvrent aux joueurs professionnels. Prenant la suite, la Japan Soccer League, dont l'intérêt populaire s’essouffle, s'ouvre officiellement au professionnalisme en 1986, ce qui permet le retour au pays du premier footballeur professionnel japonais, Yasuhiko Okudera,. Il est bientôt décidé de mettre en place un championnat complètement professionnel, comme la Corée du Sud l'a fait en 1983 : la J. League, officialisée en novembre 1991, démarre en mai 1993 et connaît immédiatement un grand succès.
L'effet sur la sélection est rapide. La sélection japonaise participe à sa première Coupe d'Asie des nations en 1988 au Qatar. Elle est cependant sortie dès le premier tour de la phase finale, après un match nul contre l’Iran et trois défaites contre la Corée du Sud, les Émirats arabes unis et le Qatar.
En 1992, le Japon est pays hôte de la Coupe d'Asie. Forte de sa première expérience, la sélection passe le premier tour, bat en demi-finale la Chine (3-2 après prolongation) et remporte enfin le trophée contre le tenant du titre, l’Arabie saoudite (1-0, but de Takuya Takagi dès la 6e minute). Kazuyoshi Miura est élu meilleur joueur du tournoi.
En tant que champion d'Asie, le Japon est invité en 1995 à la Coupe du Roi Fahd (future Coupe des confédérations) mais s'y incline lourdement face au Nigeria (0-3) et à l'Argentine (1-5), autres champions continentaux. En 1996, la sélection, tenante du titre, réussit à passer le premier tour en terminant en tête de son groupe, mais s’incline 2-0 en quarts de finale contre le Koweït.
Pendant cette période, le Japon ne parvient à se qualifier à aucune Coupe du monde de football, malgré l'élargissement progressif du nombre de places accordées aux sélections asiatiques. Au bout des qualifications pour la Coupe du monde de football 1994 aux États-Unis, les Japonais ont l'occasion de s'assurer enfin leur billet pour le tournoi. Ils prennent l’avantage par Kazuyoshi Miura, l’Irak égalise juste avant la mi-temps puis Masashi Nakayama redonne l’avantage aux siens. À la 90e minute, l’Irak égalise sur corner. Le match nul (2-2) élimine les Japonais de la course, au profit de la Corée du Sud. Le match est connu comme la « tragédie de Doha ».

### L'ascension vers le haut niveau mondial (1998-2006)
Bénéficiant de l'éclosion du jeune meneur de jeu Hidetoshi Nakata, parfaitement secondé par Hiroshi Nanami, les Japonais parviennent enfin à se qualifier pour la Coupe du monde de 1998 en France, après une victoire héroïque contre l'Iran (3-2) en match de barrage. Mais trop inexpérimentés, ils quittent la compétition sur trois courtes défaites contre l’Argentine (0-1), la Croatie (0-1), et la Jamaïque (1-2).

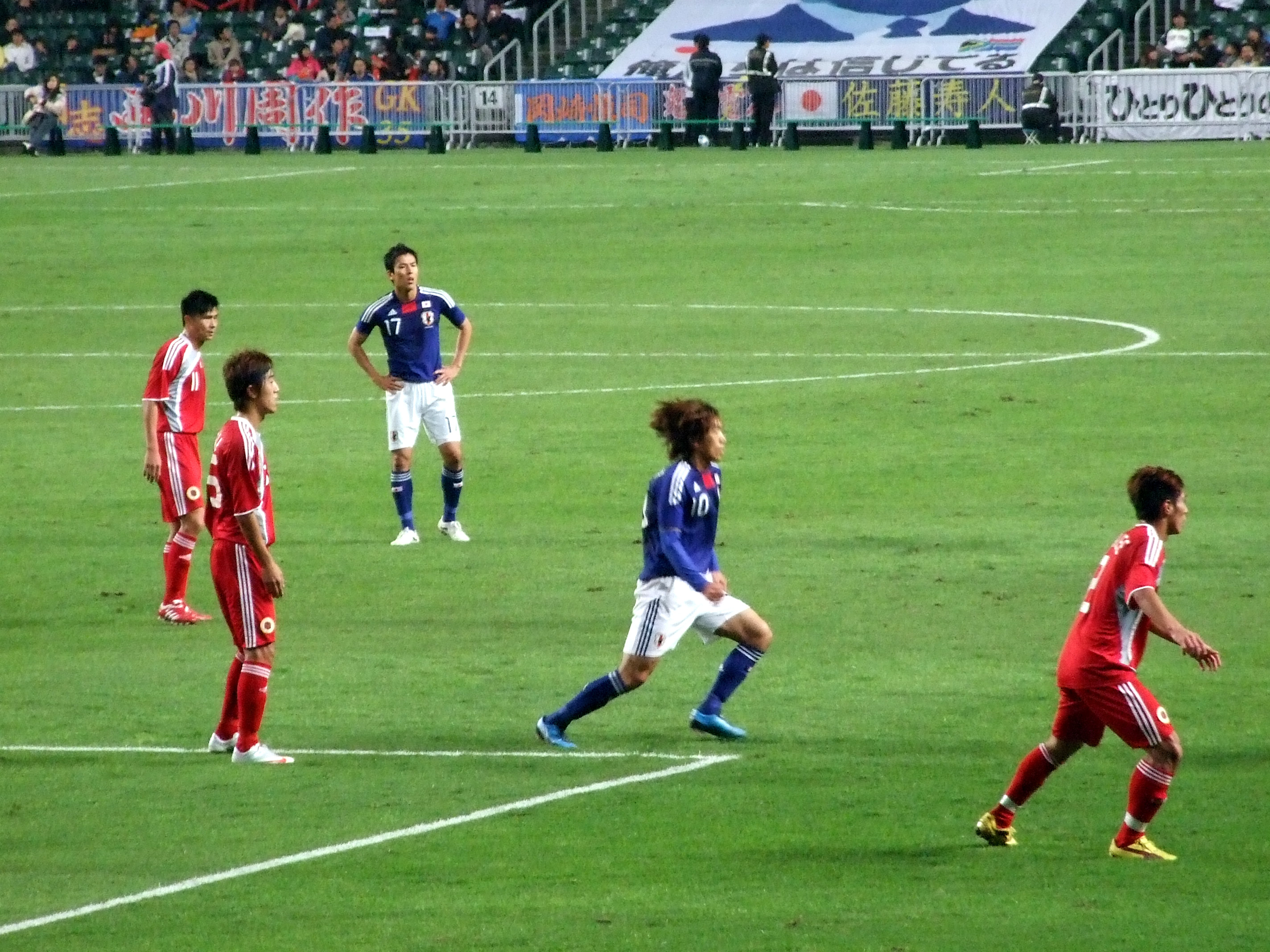
Nakamura en 2010.

En vue de « sa » Coupe du monde, coorganisée avec la Corée du Sud, la fédération japonaise décide de recruter un entraîneur étranger dont l'objectif assigné est de passer le premier tour. Le choix se porte sur le Français Philippe Troussier. Le Japon est invité par la CONMEBOL à participer à la Copa América 1999 au Paraguay, où il est éliminé dès le premier tour après deux défaites et un match nul. Un an plus tard, la formation de Troussier remporte la Coupe d’Asie au Liban, pour la deuxième fois de son histoire, en écartant tour à tour l'Irak, la Chine et l'Arabie saoudite. Hiroshi Nanami est élu meilleur joueur du tournoi, Akinori Nishizawa est co-meilleur buteur. Un an avant le grand rendez-vous, le Japon atteint la finale de la Coupe des confédérations, en battant notamment le Cameroun et l'Australie et en accrochant le Brésil. Elle s'y incline de justesse face à la France (0-1). Malgré ces bons résultats, Troussier nourrit des rapports tumultueux avec une presse locale très exigeante, qui le jugent arrogant.

Ancien logo.

Lors de la Coupe du monde, la sélection japonaise répond aux attentes de ses supporteurs en sortant en tête de son groupe. Après le match nul initial contre la Belgique (2-2), qui apporte au Japon le premier point de son histoire en Coupe du monde, les joueurs de Troussier battent la Russie (1-0) puis la Tunisie (2-0). En huitième de finale, ils affrontent la Turquie. Menés précocement à la suite d'un but de Ümit Davala, les Japonais poussent tout le match mais ne parviennent pas à égaliser,.
Après le tournoi, Troussier laisse la place au Brésilien Zico. En juin 2003, le Japon vient disputer la Coupe des confédérations en France mais est éliminé dès le premier tour après des défaites face au pays hôte (1-2) et à la Colombie (0-1). Sa sélection, rajeunie, conserve son titre continental en 2004, en battant la Chine, pays organisateur, en finale (3-1). Le tournoi avait pourtant été difficile jusque-là avec des victoires difficiles face à la Jordanie et Bahreïn. Shunsuke Nakamura est élu meilleur joueur du tournoi. Zico et ses joueurs sont par conséquent invités à la Coupe des confédérations suivante, en Allemagne, où ils sont devancés au premier tour par le Brésil à la différence de buts.
La formation de Zico passe à côté de la Coupe du monde 2006 en Allemagne. Dans un groupe comprenant le Brésil, tenant du titre, le premier match face à l’Australie s'annonce décisif. Alors qu'ils mènent à dix minutes du terme, les Japonais sont submergés et s'inclinent (1-3). Un match nul et vierge contre la Croatie et une dernière défaite face au Brésil (1-4), malgré l'ouverture du score japonaise, condamnent la sélection au dernier rang.

### Sur le toit de l'Asie (2006-2011)

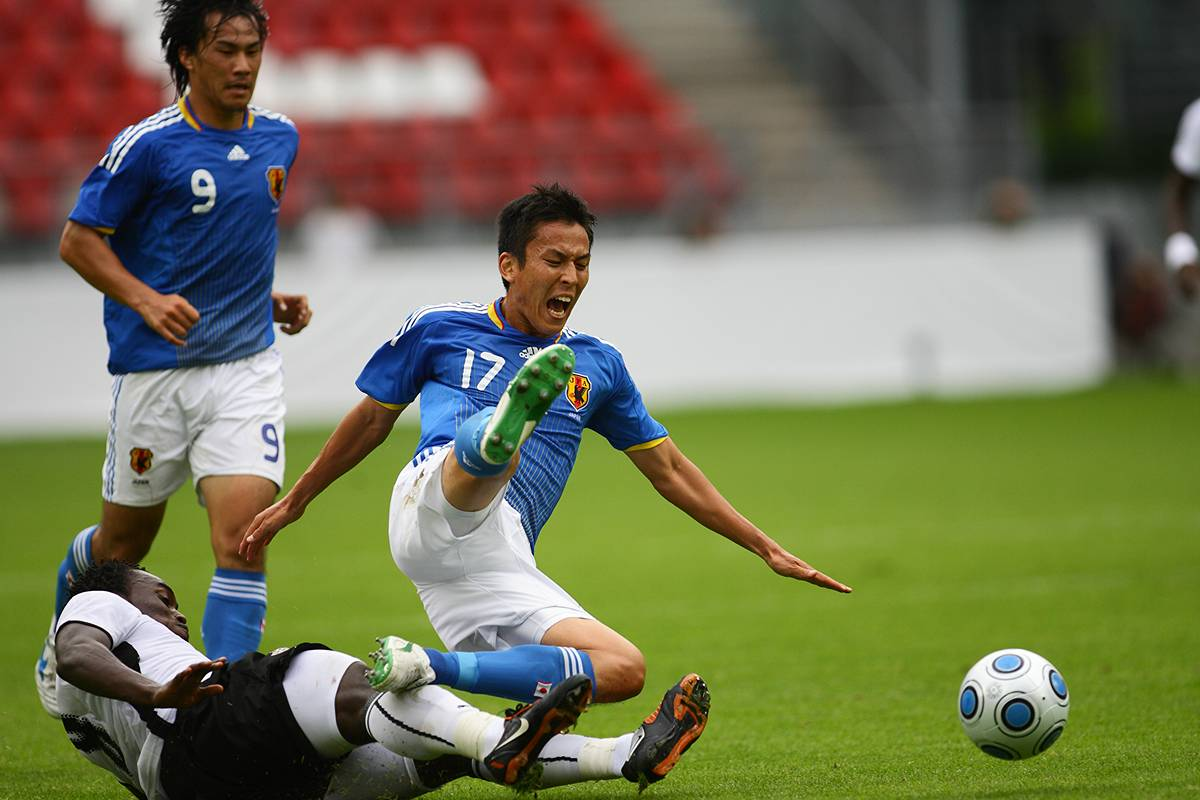
Makoto Hasebe contre le Ghana en 2009.

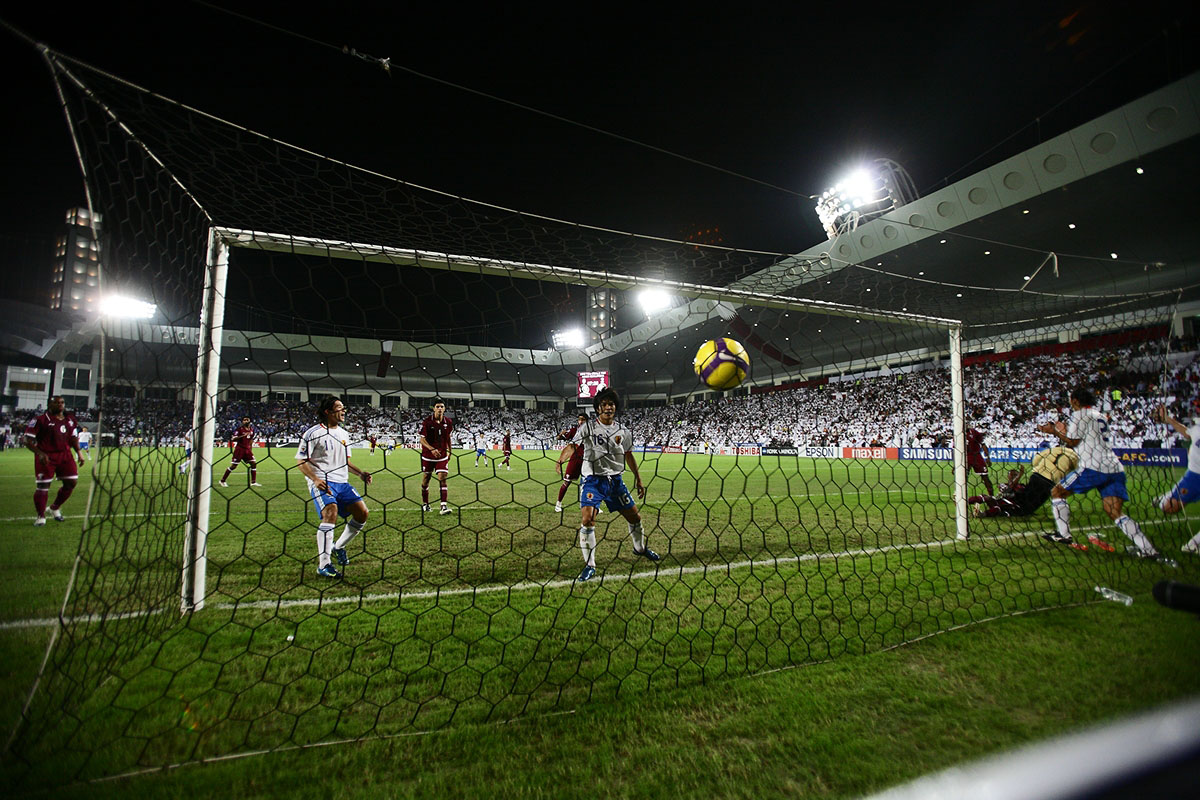
Match Qatar-Japon qualificatif pour la Coupe du monde 2010.

Malgré la déception de 2006, l’équipe du Japon s'impose comme l'une des meilleures équipes de football du continent asiatique, avec la Corée du Sud. Depuis la réussite de Hidetoshi Nakata en Italie, le recrutement de Japonais par les clubs européens se multiplient, à l'exemple de Daisuke Matsui en France. Le départ à la retraite de Nakata est compensé par la confirmation du talent de Shunsuke Nakamura.
En 2007 le Japon défend son titre continental. Il sort premier de son groupe, bat l’Australie en quart de finale (1-1, tab 4-3), mais s’incline ensuite contre l’Arabie saoudite (2-3) et prend la quatrième place après une défaite aux tirs au but face à la Corée du Sud (0-0, tab 5-6).
Le Japon se qualifie facilement pour la Coupe du monde de 2010. Durant cette Coupe du monde, les Samouraïs créent la surprise en se sortant d'un groupe relevé : ils battent d'abord le Cameroun (1-0), puis après une défaite logique contre les Pays-Bas (0-1), remportent le match décisif face au Danemark (3-1). L'équipe du Japon, qui a su s'imposer avec un style de jeu à la fois collectif et maîtrisé, se qualifie pour les huitièmes de finale, où ils s'inclinent finalement contre le Paraguay aux tirs au but.
Après la Coupe du monde, Takeshi Okada laisse sa place sur le banc à l'Italien Alberto Zaccheroni. Les nouvelles vedettes de la sélection se nomment Keisuke Honda et Shinji Kagawa, qui s'imposent dans leurs clubs en Europe. La sélection parvient alors à obtenir des résultats très encourageants en battant en match amical des équipes de premier rang comme l'Argentine de Lionel Messi en octobre 2010 (1-0) et la France deux ans plus tard (1-0). C'est avec ambition que le Japon aborde la Coupe d'Asie 2011 au Qatar. Il remporte le tournoi en confirmant ses promesses, au terme d'une finale face à l'Australie battue sur le fil (1-0 après prolongation, but de Tadanari Lee),.

### Instabilité et perte du titre de champion (2011-2018)
Après cette coupe continentale, les Samourai Blue sont invités à la Copa América 2011, mais déclinent finalement l'invitation en mai, les joueurs locaux étant en plein championnat, décalé à la suite du séisme du 11 mars, et ceux évoluant en Europe n'étant pas libérés par leur club. Le 15 novembre 2011, pour la première fois depuis 22 ans, l'équipe du Japon rencontre son homologue nord-coréenne en Corée du Nord, dans le cadre des éliminatoires de la Coupe du monde. La Télévision Centrale Coréenne collabore avec la chaîne japonaise TBS pour la retransmission du match, et 150 supporters japonais sont présents dans les tribunes. Cependant, l'accueil réservé à la sélection japonaise est « glacial », celle-ci subissant un contrôle de quatre heures à son arrivée à l'aéroport de Pyongyang, et le Kimi ga yo, l'hymne national japonais, étant conspué avant match.
En juin 2013, le Japon devient le premier pays à se qualifier pour la Coupe du monde 2014 au Brésil après un match nul avec l'Australie. Il s'agit ainsi de sa cinquième participation consécutive à la plus grande compétition internationale. Quelques jours plus tard, la sélection se rend au Brésil pour la Coupe des confédérations. Après une défaite (0-3) contre le pays hôte, les Japonais surprennent face à l'Italie puisqu'ils mènent sur le score de 2-0 à la mi-temps. Ils s'inclinent cependant sur le score de 3-4 et est éliminée de la compétition après deux matchs. Leur dernier match contre le Mexique est également perdu (1-2).
Le Japon fait partie du groupe C de la Coupe du monde avec la Colombie, tête de série, ainsi que la Côte d'Ivoire et la Grèce. Les Samourai Blue commencent la compétition contre la Côte d'Ivoire. Ils mènent à la mi-temps grâce à un but de Keisuke Honda mais s'inclinent finalement sur le score de 2-1. Lors du match suivant, ils dominent la Grèce mais cette domination est stérile et ils ne parviennent pas à marquer en supériorité numérique. Le score reste ainsi vierge. Le Japon est éliminé de la compétition après le troisième match, perdu contre la Colombie par quatre buts à un.
L'après-Mondial est marqué par une certaine agitation, Alberto Zaccheroni démissionnant après le parcours décevant du Japon. Javier Aguirre prend sa place et passe du 4-2-3-1 de Zaccheroni à un 4-3-3 mais une préparation catastrophique vaut au Japon d'attaquer la Coupe d'Asie 2015 avec des doutes. Le premier match est largement remporté face au débutant de la compétition : la Palestine (4-0). Le deuxième match est bien plus difficile contre l'Irak (1-0). Le Japon assure le sans-faute en battant ensuite la Jordanie (2-0). Cependant, la sélection japonaise trébuche à la surprise générale dès les quarts de finale contre les Émirats arabes unis, encaissant rapidement un but des Émiriens avant de remonter la pente et égaliser sans parvenir à prendre les commandes du match. Keisuke Honda et Shinji Kagawa ratent leur penalty ce qui qualifie les Émiraties (1-1, tab 4-5). C'est la première fois depuis 1996 que le Japon est éliminé avant les demi-finales. Javier Aguirre est licencié après l'échec, ayant été accusé de corruption à l'étranger du temps où il n'était pas encore sélectionneur.
Vahid Halilhodžić est appelé pour le remplacer. Le Japon fait des débuts convaincants en matchs amicaux avec des victoires larges contre la Tunisie, l'Ouzbékistan et l'Irak. Cependant, les difficultés commencent avec un nul surprenant concédé à domicile contre la modeste équipe de Singapour (0-0), une dernière place à la Coupe d'Asie de l'Est 2015 et deux victoires très difficiles contre un très faible Cambodge. Cependant, deux victoires contre la Syrie relancent la sélection. Il termine néanmoins premier de son groupe lors du deuxième tour des éliminatoires avec un bilan presque parfait : sept victoires, un match nul (concédé à domicile face à Singapour), 27 buts marqués et aucun encaissé. Lors du troisième tour de qualifications, il est placé dans le groupe B avec l'Australie, l'Arabie saoudite, la Thaïlande, les Émirats arabes unis et l'Irak. Malgré une défaite inaugurale à domicile contre les Émirats arabes unis (1-2), les Blue Samouraïs se reprennent et achèvent cette dernière phase éliminatoire à la première place du groupe, avec un bilan de six victoires, deux matchs nuls et deux défaites (leur deuxième défaite sur le score de 0-1 est concédée lors de la dernière journée en Arabie saoudite, alors que les hommes de Vahid Halilhodžić étaient déjà assurés de terminer en tête de leur poule), synonyme de qualification pour la Coupe du Monde 2018.
Lors de la Coupe d'Asie de l'Est 2017 disputée à domicile, le Japon se défait avec difficulté de la Corée du Nord (1-0) et de la Chine (2-1), mais est lourdement battu par la Corée du Sud (1-4) qui remporte le tournoi. Le 10 avril 2018, l'entraîneur Vahid Halilhodžić est démis de ses fonctions, un licenciement que Jacky Bonnevay, ancien adjoint du Bosnien, met sur le compte d'un « choc culturel » entre les joueurs japonais et l'ancien entraîneur des Blue Samouraïs.

### Amélioration tangible des résultats et goût d'inachevé (2018-2024)
Malgré cette éviction mouvementée deux mois avant la Coupe du Monde 2018 et des résultats amicaux mitigés ; le Japon, placé dans le groupe H avec la Colombie, la Pologne et le Sénégal ; parviendra à s'extraire des phases de poules. En effet, les Japonais surprennent d'entrée une équipe colombienne rapidement réduite à dix (2-1), grâce à un pénalty converti par Shinji Kagawa à la 6e minute de jeu ainsi qu'une réalisation de Yuya Osako à la 73e minute de jeu ; prenant ainsi leur revanche sur des Cafeteros qui les avaient lourdement battu lors du dernier match des phases de poules de la précédente édition. Il s'agit en outre de la première victoire d'une équipe de l'AFC contre une équipe de la CONMEBOL dans un tournoi officiel, ainsi que la première victoire du Japon en phase finale de la Coupe du Monde de la FIFA organisée dans un pays de l'UEFA. Le Japon parvient ensuite à accrocher le Sénégal (2-2) au cours d'un match spectaculaire et n'a plus besoin que d'un point pour se qualifier pour les huitièmes de finale. Avec une équipe majoritairement remaniée contre la Pologne, les coéquipiers d'Hiroki Sakai s'inclinent (0-1) et se retrouvent à égalité parfaite pour la 2e place du groupe avec le Sénégal, également battu sur le même score contre la Colombie. Le Japon réussit à se qualifier grâce à la règle du fair-play, jusque là non utilisée lors des précédentes éditions, grâce à deux cartons jaunes reçus de moins que les Lions de la Teranga. Néanmoins cette qualification sur le fil a suscité des critiques, étant donné que les Blue Samouraïs, au courant du résultat favorable de l'autre match avaient arrêté de jouer durant les dix dernières minutes au lieu de chercher à égaliser,,. En huitièmes de finale, le Japon passe tout près de l'exploit contre la Belgique, menant 2-0 en début de deuxième mi-temps grâce à des réalisations de Genki Haraguchi (48e minute) et de Takashi Inui (52e minute) ; mais, très offensifs, ils ne se replient pas suffisamment en défense, laissant beaucoup d'espaces aux Belges qui profitent de cette naïveté,, et de leur supériorité sur le plan physique et athlétique pour inscrire trois buts dans les 25 dernières minutes de la partie, ce qui n'était plus arrivé lors d'un match à élimination directe depuis la Coupe du Monde 1970. Malgré cette élimination frustrante, le pays du Soleil Levant quitte la compétition la tête haute, en étant la seule nation asiatique à avoir passé les phases de poules et en ayant rendu leur vestiaire en bon état.
Après plusieurs résultats amicaux post-Coupe du monde de bonne facture, la sélection est placée dans le groupe F lors de la Coupe d'Asie 2019 où elle y fait figure de favorite. Sans certains joueurs clés du Mondial russe ; partis à la retraite (Keisuke Honda) ou disposant de peu de temps de jeu dans leurs clubs et donc en méforme (Shinji Kagawa, Shinji Okazaki) ; les Blue Samouraïs affichent un jeu plus défensif qu'à l'accoutumée et signent un début de compétition peu convaincant, avec une première victoire étriquée sur le Turkménistan (3-2) après avoir été mené au score en première période. Le Japon vient ensuite difficilement à bout d'Oman, grâce à un pénalty transformé par Genki Haraguchi à la 28e minute (1-0) puis se défait de l'Ouzbékistan (2-1), s'assurant la première place du groupe. En huitièmes de finale, le Japon est opposé à l'Arabie saoudite et subit les assauts des Faucons verts après avoir ouvert le score à la 20e minute de jeu par le biais du défenseur Takehiro Tomiyasu. Les Blue Samouraïs parviennent à résister à l'intense domination saoudienne (1-0) et retrouvent le Viêt Nam en quarts de finale. Face à un adversaire qui n'était pas attendu à ce stade la compétition, le Japon l'emporte sur la plus petite des marges grâce à un penalty obtenu puis transformé par Ritsu Doan à la 57e minute de jeu (1-0), dans une rencontre qui aura vu la première utilisation de l'histoire de la VAR en phase finale de Coupe d'Asie. Opposé en demi-finale à l'Iran, auteur d'un début de compétition plus convaincant et qui n'avait jusqu'alors encaissé aucun but, le Japon réalise sa prestation la plus aboutie et l'emporte 3-0 grâce à un doublé de Yuya Osako (à la 56e minute puis à la 67e minute sur penalty) et un dernier but de Genki Haraguchi dans le temps additionnel de la partie. Face au  Qatar en finale, le Japon a dominé le match en termes de possession de balle et de nombre total de tirs obtenus, mais ne s'est pas montré réaliste et s'est incliné 1-3. En effet, les Blue Samouraïs n'ont cadré qu'une seule de leurs 12 tentatives, cet unique tir cadré fut la réduction du score de Takumi Minamino à la 69e minute de jeu, tout l'inverse des Al-Annabi qui se sont montrés plus dangereux à chacune de leurs incursions dans le camp adverse et qui ont cadré 3 tirs sur 9, pour 3 buts. C'est la première finale de Coupe d'Asie perdue par le pays du Soleil Levant, qui échoue à décrocher un 5e sacre continental.
Le Japon a également été invité, au même titre que le Qatar, à prendre part à la Copa América 2019 qui se tiendra à partir du mois de juin. Le pays du Soleil Levant a été versé dans le groupe C où se trouvent également le Chili, double tenant du titre, l'Uruguay et l'Équateur. Les Blue Samouraïs, qui avaient envoyé une équipe expérimentale dans l'optique des JO 2020, sont lourdement battus d'entrée par le Chili (0-4) mais se reprennent ensuite face à l'Uruguay en obtenant un match nul méritoire grâce à un doublé de Kōji Miyoshi (2-2, les Japonais ayant à chaque fois mené au score). L'équipe doit alors battre l'Équateur lors du dernier match pour espérer être l'une des deux meilleurs troisièmes et accéder aux quarts de finale. Malgré l'ouverture du score de Shoya Nakajima au quart d'heure de jeu en faveur du Japon, l'Équateur égalise un quart d'heure plus tard et contraint les Blue Samouraïs au match nul (1-1) ; qui élimine le Japon, moins bon troisième, mais aussi les Équatoriens qui avaient également besoin d'une victoire pour franchir le cap du 1er tour.
À l'occasion du 2e tour des éliminatoires de la Coupe du monde 2022, le Japon est versé dans le groupe F avec le Kirghizistan, le Tadjikistan, la Mongolie et la Birmanie. Après trois matchs disputés, le Japon pointe en tête de son groupe avec trois victoires, à l'extérieur contre la Birmanie (2-0) et le Tadjikistan (3-0) ainsi qu'un succès à domicile face à la Mongolie (6-0). Les Blue Samouraïs achèvent la phase aller du 2e tour des éliminatoires par une nouvelle victoire, à l'extérieur contre le Kirghizistan (2-0) le 14 novembre 2019 et réalise provisoirement un sans-faute, avec 4 victoires en autant de rencontres disputées, aucun but encaissé et 5 points d'avance sur ses poursuivants avec un match en moins.
Malgré des échecs regrettables tout près du but (élimination rageante aux portes des quarts de finale contre la Belgique lors du Mondial 2018, après deux autres échecs en huitièmes de finale en 2002 et 2010, ou encore une défaite en finale contre le Qatar lors de la dernière Coupe d'Asie privant les Japonais d'un cinquième titre coninental) ; cette amélioration récente des performances de la sélection couplées à des revers de l'Iran contre ses concurrents directs lors du 2e tour des éliminatoires de la Coupe du monde 2022, permettent aux coéquipiers d'Hiroki Sakai de devenir l'équipe asiatique la mieux placée du classement FIFA en lieu et place des Perses depuis le 28 novembre 2019, une place conservée jusqu'en septembre 2021, où le Japon est à nouveau devancé par l'Iran à cause d'un mauvais départ lors du 3e tour qualificatif au Mondial 2022.
Les matchs de qualifications pour la Coupe du monde reprennent en 2021, après une année de matchs amicaux sans enjeu. En mars 2021, l'équipe du Japon enregistre la deuxième plus grande victoire de son histoire en réalisant un carton contre la Mongolie (14-0). Au passage, ils dominent leur rival sud-coréen (3-0) à domicile lors d'une rencontre amicale quelques jours plus tôt, ce qui n'était plus arrivé depuis 2013. Les Blue Samouraïs remportent aisément leurs trois dernières rencontres et se qualifient pour le 3e tour qualificatif au Mondial 2022 ainsi que pour la phase finale de la Coupe d'Asie 2023, avec un bilan comptable de 8 victoires en autant de matchs disputés, 46 buts inscrits et seulement 2 encaissés.
Lors du 3e tour qualificatif au Mondial 2022, le Japon signe un départ raté avec une victoire pour 2 défaites en trois matchs, avec un revers inaugural surprenant à domicile contre Oman en toute fin de match (0-1) suivi d'une victoire étriquée contre la Chine sur terrain neutre (1-0) et une nouvelle défaite en Arabie saoudite (0-1). Cependant les Blue Samouraïs enchaînent ensuite une série de 6 victoires d'affilée, dont 3 contre ses concurrents directs. Le Japon dispose en effet de l'Arabie saoudite sur le score de 2-0 lors du match retour, et a battu l'Australie à l'aller (2-1 à domicile) comme au retour (2-0 à l'extérieur avec deux buts inscrits en toute fin de match), ce qui lui permet de se qualifier pour la Coupe du monde 2022 lors de l'avant-dernière journée. Les Japonais ne terminent toutefois pas en tête de leur groupe, devancés sur le fil par l'Arabie saoudite lors de l'ultime journée ; en raison d'un match nul surprenant concédé à domicile face au Viêt Nam après avoir été mené au score (1-1) tandis que les Saoudiens ont battu à domicile l'Australie (1-0 sur penalty).
Présent dans le chapeau 3 lors du tirage au sort des phases de groupes de la Coupe du monde 2022, le Japon hérite d'une poule très compliquée, de facto un groupe de la mort, puisqu'il est reversé dans le groupe E en compagnie de l'Espagne, vainqueur de l'édition 2010 et demi-finaliste de l'Euro 2021 ; de l'Allemagne, quadruple vainqueur de la compétition dont la dernière fois en 2014 ; et du Costa Rica de Keylor Navas, quart de finaliste de la Coupe du monde 2014.
Le 27 juillet 2022, le Japon remporte à domicile la Coupe d'Asie de l'Est 2022, 9 ans après son dernier sacre dans la compétition, en battant la Corée du Sud (3-0). Les Samouraïs Bleus ont terminé premiers grâce à 2 victoires et un match nul.
Le 23 novembre 2022, pour son entrée en jeu dans la Coupe du monde 2022, l'équipe japonaise réalise un exploit en venant à bout de l'Allemagne 2 buts à 1, en étant pourtant menés 1-0 à la mi-temps. Les Samouraïs Bleus sont ensuite surpris par le Costa Rica (0-1) mais parviennent à se qualifier pour la phase à élimination directe en terminant en prime leaders de leur groupe grâce à une nouvelle victoire prestigieuse acquise face à l'Espagne de manière similaire à celle contre l'Allemagne (2-1 en ayant été mené au score à la mi-temps), ré-itérant la surprise des équipes asiatiques dans cette compétition. Le Japon est alors opposé à la Croatie, et peut rêver d'une première qualification en quart de finale à la coupe du monde, face à un adversaire plus abordable sur le papier que ses deux principaux concurrents en phase de groupe. Malheureusement, l'histoire va se répéter pour les hommes de Moriyasu, qui vont échouer pour la 4e fois à ce stade de la compétition. En effet, le Japon ouvre la marque par l'intermédiaire de Daizen Maeda en toute fin de première temps, mais se fait rejoindre au score à la suite d'une tête de Perisic (55e). Le score n'évolue plus juqu'à la fin des prolongations, et les deux équipes sont emmenées à une séance aux TAB. C'est la troisième séance de tirs au but disputée à la coupe du monde par l'équipe au damier, qui s'en sort une nouvelle fois victorieuse, grâce aux exploits de son gardien Livakovic, qui arrête les tentatives de Minamino, Mitoma, et de Yoshida. Malgré cette nouvelle élimination en huitième de finale, l'équipe est saluée tant par la presse nationale qu'étrangère, et termine la compétition avec le meilleur bilan parmi les équipes de l'AFC. C'est la troisième équipe en 52 ans à revenir deux fois au score dans un tournoi, après le Brésil et l'Allemagne de l'Ouest. Elle a battu l'Espagne avec la plus faible possession de balle (18%) jamais enregistrée par une équipe victorieuse depuis la Coupe du monde de 1966,. C'est la première fois qu'une équipe asiatique termine en tête de son groupe de Coupe du monde en dehors de son pays d'origine, et la première équipe asiatique à atteindre deux fois de suite les huitièmes de finale.

### Déclin relatif avec une déception à la Coupe d'Asie des nations 2023 (2024-présent)
Le Japon, qui restait sur une Coupe du monde 2022 réussie, entame une série de 10 victoires consécutives toutes compétitions confondues depuis juin 2023, dont de nombreuses avec la manière, notamment contre l'Allemagne à l'extérieur (4-1) à la Volkswagen Arena. Ainsi, il était de ce fait considéré comme le grand favori de la Coupe d'Asie des nations 2023 organisée au Qatar, d'autant que les Samouraïs Bleus possédaient un effectif fourni. Pourtant, le Japon sera la plus grande déception de la compétition et réalisera un tournoi catastrophique. Les hommes d'Hajime Moriyasu entament en effet le tournoi par une victoire peu convaincante contre un Viêt Nam pourtant privé de nombreux joueurs clés (4-2 en faisant le break à la 85e minute et après avoir été mené 1-2 peu après la demi-heure de jeu), avant de réaliser un match cauchemardesque contre l'Irak (1-2). Cette défaite, la première du Japon en phase de poule depuis sa première participation à l'épreuve continentale suprême en 1988, condamne celui-ci à terminer au mieux à la 2e place du groupe en raison de la différence de buts particulière défavorable. Le pays du Soleil Levant assure l'essentiel en dominant l'Indonésie (3-1) puis écarte en huitièmes de finale Bahreïn sur le même score. Le Japon retrouve l'Iran en quart de finale pour un remake de la demi-finale de l'édition précédente, et lance idéalement la partie en ouvrant le score par Hidemasa Morita à la 28e minute de jeu ; avant de passer totalement au travers du second acte, subissant la fougue et les assauts iraniens et manquant d'idées pour inquiéter en contre la Team Melli qui prendra sa revanche et renversera le cours du match grâce à des erreurs défensives criantes de Ko Itakura (1-2). Cette élimination est un véritable fiasco pour une équipe japonaise qui aura subi 2 défaites dans la même compétition dont une dès le 1er tour, ce qui n'était plus arrivé depuis le baptême de l'air de l'édition 1988 (un nul et 3 défaites), mais c'était la première fois depuis que le football japonais est devenu professionnel. Le Japon a notamment affiché des signaux très inquiétants en défense, encaissant au moins un but à chaque match, dont de nombreux sur des erreurs évitables du portier Zion Suzuki inexpérimenté (en raison des forfaits des gardiens titulaires habituels) ou de sa charnière défensive très souvent dépassée contrairement à l'édition précédente ; le tout en ayant souvent joué sur courant alternatif et réagi trop tardivement ou montré par intermittence un visage apathique (un non-match en première mi-temps contre l'Irak, la 2e période ratée face à l'Iran). La sélection a en outre été confrontée à une polémique extra-sportive, avec le départ précipité de Junya Ito peu avant le match crucial face aux Perses, le joueur rémois ayant été accusé d'agression sexuelle.
Après son échec en Coupe d'Asie, le Japon se qualifie pour le dernier tour des qualifications du Mondial 2026, en gagnant toutes ses rencontres, notamment une acquise par forfait face à la Corée du Nord, sur fond d'incident sanitaire. Il est versé dans le groupe C du 3e tour des qualifications, en compagnie une nouvelle fois de l'Autralie, de l'Arabie Saoudite et de la Chine, ainsi que du Bahreïn et de l'Indonésie. Le Japon survole son groupe de qualification, avec 5 victoires (dont un 7-0 à domicile face à la Chine) et 1 nul (1-1 contre l'Australie à domicile) sur la fin de l'année 2024. Le 20 mars 2025, à la suite d'une nouvelle victoire contre le Bahreïn (2-0), le Japon devient la première équipe à se qualifier au Mondial nord-américain.

## Résultats

### Classement FIFA
| Année              | 1993 | 1994 | 1995 | 1996 | 1997 | 1998 | 1999 | 2000 | 2001 | 2002 | 2003 | 2004 | 2005 | 2006 | 2007 | 2008 | 2009 | 2010 | 2011 | 2012 | 2013 | 2014 | 2015 | 2016 | 2017 | 2018 | 2019 | 2020 | 2021 | 2022 | 2023 | 2024 |
| ------------------ | ---- | ---- | ---- | ---- | ---- | ---- | ---- | ---- | ---- | ---- | ---- | ---- | ---- | ---- | ---- | ---- | ---- | ---- | ---- | ---- | ---- | ---- | ---- | ---- | ---- | ---- | ---- | ---- | ---- | ---- | ---- | ---- |
| Classement mondial | 43   | 36   | 31   | 21   | 14   | 20   | 57   | 38   | 34   | 22   | 29   | 17   | 15   | 47   | 34   | 35   | 43   | 29   | 19   | 22   | 47   | 54   | 53   | 45   | 57   | 50   | 28   | 27   | 26   | 20   | 17   | 15   |
| Classement AFC     | 3    | 3    | 1    | 1    | 1    | 2    | 6    | 3    | 3    | 2    | 4    | 1    | 1    | 4    | 1    | 2    | 2    | 2    | 1    | 1    | 2    | 2    | 3    | 3    | 3    | 3    | 1    | 1    | 2    | 1    | 1    | 1    |

### Palmarès
| Compétitions internationales                                                                   | Compétitions continentales | Trophées divers |
| - Coupe des confédérations - Finaliste en 2001 - Jeux olympiques - Médaille de Bronze en 1968. | - Coupe d'Asie des nations (4) - Vainqueur en 1992, 2000, 2004 et 2011. - Finaliste en 2019 - Équipe asiatique de l'année (6) - En 2000, 2004, 2005, 2008, 2010, 2011. | - Coupe Kirin (11) - Vainqueur en 1991, 1995, 1996, 1997, 2000, 2001, 2004, 2007, 2008, 2009 et 2011 - Coupe afro-asiatique des nations (2) - Vainqueur en 1993 et 2007. - Coupe de la Dynastie (3) - Vainqueur en 1992, 1995, 1998 - Coupe d'Asie de l'Est de football (2) - Vainqueur en 2013 et 2022 - Coupe du challenge AFC-OFC (1) - Vainqueur en 2001 - Jeux de l'Extrême-Orient (1) - Covainqueur en 1930 |

## Parcours en compétitions

### Parcours enCoupe du monde
| Année | Position          |      | Année               | Position |                     | Année | Position |
| 1930  | Non inscrite      | 1974 | Tour préliminaire   | 2010     | Huitièmes de finale |       |          |
| 1934  | Non inscrite      | 1978 | Tour préliminaire   | 2014     | 1er tour            |       |          |
| 1938  | Forfait           | 1982 | Tour préliminaire   | 2018     | Huitièmes de finale |       |          |
| 1950  | Suspendu          | 1986 | Tour préliminaire   | 2022     | Huitièmes de finale |       |          |
| 1954  | Tour préliminaire | 1990 | Tour préliminaire   | 2026     | Qualifiée           |       |          |
| 1958  | Non inscrite      | 1994 | Tour préliminaire   | 2030     | À venir             |       |          |
| 1962  | Tour préliminaire | 1998 | 1er tour            | 2034     | À venir             |       |          |
| 1966  | Non inscrite      | 2002 | Huitièmes de finale |          |                     |       |          |
| 1970  | Tour préliminaire | 2006 | 1er tour            |          |                     |       |          |

| Phase finale | Phase finale        | Phase finale | Phase finale | Phase finale | Phase finale | Phase finale | Phase finale | Phase finale |                    | Phase qualificative | Phase qualificative | Phase qualificative | Phase qualificative | Phase qualificative | Phase qualificative | Phase qualificative |
| Année        | Stade               | Position     | J            | G            | N            | P            | BP           | BC           | Pos                | J                   | G                   | N                   | P                   | BP                  | BC                  |                     |
| ------------ | ------------------- | ------------ | ------------ | ------------ | ------------ | ------------ | ------------ | ------------ | ------------------ | ------------------- | ------------------- | ------------------- | ------------------- | ------------------- | ------------------- | ------------------- |
| 1930         | Non inscrite        | Non inscrite | Non inscrite | Non inscrite | Non inscrite | Non inscrite | Non inscrite | Non inscrite | Non inscrite       | Non inscrite        | Non inscrite        | Non inscrite        | Non inscrite        | Non inscrite        | Non inscrite        |                     |
| 1934         | Non inscrite        | Non inscrite | Non inscrite | Non inscrite | Non inscrite | Non inscrite | Non inscrite | Non inscrite | Non inscrite       | Non inscrite        | Non inscrite        | Non inscrite        | Non inscrite        | Non inscrite        | Non inscrite        |                     |
| 1938         | Forfait             | Forfait      | Forfait      | Forfait      | Forfait      | Forfait      | Forfait      | Forfait      | Forfait            | Forfait             | Forfait             | Forfait             | Forfait             | Forfait             | Forfait             |                     |
| 1950         | Suspendu            | Suspendu     | Suspendu     | Suspendu     | Suspendu     | Suspendu     | Suspendu     | Suspendu     | Suspendu           | Suspendu            | Suspendu            | Suspendu            | Suspendu            | Suspendu            | Suspendu            |                     |
| 1954         | Non qualifié        | Non qualifié | Non qualifié | Non qualifié | Non qualifié | Non qualifié | Non qualifié | Non qualifié | 2/2                | 2                   | 0                   | 1                   | 1                   | 3                   | 7                   |                     |
| 1958         | Non inscrit         | Non inscrit  | Non inscrit  | Non inscrit  | Non inscrit  | Non inscrit  | Non inscrit  | Non inscrit  | Non inscrit        | Non inscrit         | Non inscrit         | Non inscrit         | Non inscrit         | Non inscrit         | Non inscrit         |                     |
| 1962         | Non qualifié        | Non qualifié | Non qualifié | Non qualifié | Non qualifié | Non qualifié | Non qualifié | Non qualifié | -                  | 2                   | 0                   | 0                   | 2                   | 1                   | 4                   |                     |
| 1966         | Non inscrit         | Non inscrit  | Non inscrit  | Non inscrit  | Non inscrit  | Non inscrit  | Non inscrit  | Non inscrit  | Non inscrit        | Non inscrit         | Non inscrit         | Non inscrit         | Non inscrit         | Non inscrit         | Non inscrit         |                     |
| 1970         | Non qualifié        | Non qualifié | Non qualifié | Non qualifié | Non qualifié | Non qualifié | Non qualifié | Non qualifié | 3/3                | 4                   | 0                   | 2                   | 2                   | 4                   | 8                   |                     |
| 1974         | Non qualifié        | Non qualifié | Non qualifié | Non qualifié | Non qualifié | Non qualifié | Non qualifié | Non qualifié | Demi-finales       | 4                   | 1                   | 0                   | 3                   | 5                   | 4                   |                     |
| 1978         | Non qualifié        | Non qualifié | Non qualifié | Non qualifié | Non qualifié | Non qualifié | Non qualifié | Non qualifié | 3/3                | 4                   | 0                   | 1                   | 3                   | 0                   | 5                   |                     |
| 1982         | Non qualifié        | Non qualifié | Non qualifié | Non qualifié | Non qualifié | Non qualifié | Non qualifié | Non qualifié | Demi-finales       | 4                   | 2                   | 0                   | 2                   | 4                   | 2                   |                     |
| 1986         | Non qualifié        | Non qualifié | Non qualifié | Non qualifié | Non qualifié | Non qualifié | Non qualifié | Non qualifié | Finales            | 8                   | 5                   | 1                   | 2                   | 15                  | 5                   |                     |
| 1990         | Non qualifié        | Non qualifié | Non qualifié | Non qualifié | Non qualifié | Non qualifié | Non qualifié | Non qualifié | 2/4                | 6                   | 2                   | 3                   | 1                   | 7                   | 3                   |                     |
| 1994         | Non qualifié        | Non qualifié | Non qualifié | Non qualifié | Non qualifié | Non qualifié | Non qualifié | Non qualifié | 3/6                | 13                  | 9                   | 3                   | 1                   | 35                  | 6                   |                     |
| 1998         | 1er tour            | 31e          | 3            | 0            | 0            | 3            | 1            | 4            | 2/5                | 14                  | 8                   | 5                   | 1                   | 48                  | 10                  |                     |
| 2002         | Huitièmes de finale | 9e           | 4            | 2            | 1            | 1            | 5            | 3            | Qualifiée d'office | Qualifiée d'office  | Qualifiée d'office  | Qualifiée d'office  | Qualifiée d'office  | Qualifiée d'office  | Qualifiée d'office  |                     |
| 2006         | 1er tour            | 28e          | 3            | 0            | 1            | 2            | 2            | 7            | 1/4                | 12                  | 11                  | 0                   | 1                   | 25                  | 5                   |                     |
| 2010         | Huitièmes de finale | 9e           | 4            | 2            | 1            | 1            | 4            | 2            | 2/5                | 14                  | 8                   | 4                   | 2                   | 23                  | 9                   |                     |
| 2014         | 1er tour            | 29e          | 3            | 0            | 1            | 2            | 2            | 6            | 1/5                | 14                  | 8                   | 3                   | 2                   | 30                  | 8                   |                     |
| 2018         | Huitièmes de finale | 15e          | 4            | 1            | 1            | 2            | 6            | 7            | 1/6                | 18                  | 13                  | 3                   | 2                   | 44                  | 7                   |                     |
| 2022         | Huitièmes de finale | 9e           | 4            | 2            | 1            | 1            | 5            | 4            | 1/6                | 18                  | 15                  | 1                   | 2                   | 58                  | 6                   |                     |
| 2026         | Qualifié            | Qualifié     | Qualifié     | Qualifié     | Qualifié     | Qualifié     | Qualifié     | Qualifié     | 1/4                | 16                  | 13                  | 2                   | 1                   | 54                  | 3                   |                     |
| Total        | 7/22                |              | 25           | 7            | 6            | 12           | 25           | 33           |                    | 153                 | 95                  | 29                  | 28                  | 356                 | 92                  |                     |

### Parcours en Coupe d'Asie
| Année | Position          |      | Année            | Position |                 | Année | Position |
| 1956  | Forfait           | 1984 | Forfait          | 2011     | Vainqueur       |       |          |
| 1960  | Forfait           | 1988 | 1er tour         | 2015     | Quart de finale |       |          |
| 1964  | Forfait           | 1992 | Vainqueur        | 2019     | Finaliste       |       |          |
| 1968  | Tour préliminaire | 1996 | Quart de finale  | 2023     | Quart de finale |       |          |
| 1972  | Forfait           | 2000 | Vainqueur        | 2027     | Qualifiée       |       |          |
| 1976  | Tour préliminaire | 2004 | Vainqueur        |          |                 |       |          |
| 1980  | Forfait           | 2007 | Demi-finale (4e) |          |                 |       |          |

| Phase finale | Phase finale    | Phase finale  | Phase finale  | Phase finale  | Phase finale  | Phase finale  | Phase finale  | Phase finale  |                    | Phase qualificative | Phase qualificative | Phase qualificative | Phase qualificative | Phase qualificative | Phase qualificative | Phase qualificative |
| Année        | Stade           | Position      | J             | G             | N             | P             | BP            | BC            | Pos                | J                   | G                   | N                   | P                   | BP                  | BC                  |                     |
| ------------ | --------------- | ------------- | ------------- | ------------- | ------------- | ------------- | ------------- | ------------- | ------------------ | ------------------- | ------------------- | ------------------- | ------------------- | ------------------- | ------------------- | ------------------- |
| 1956         | Forfait         | Forfait       | Forfait       | Forfait       | Forfait       | Forfait       | Forfait       | Forfait       | Forfait            | Forfait             | Forfait             | Forfait             | Forfait             | Forfait             | Forfait             |                     |
| 1960         | Forfait         | Forfait       | Forfait       | Forfait       | Forfait       | Forfait       | Forfait       | Forfait       | Forfait            | Forfait             | Forfait             | Forfait             | Forfait             | Forfait             | Forfait             |                     |
| 1964         | Forfait         | Forfait       | Forfait       | Forfait       | Forfait       | Forfait       | Forfait       | Forfait       | Forfait            | Forfait             | Forfait             | Forfait             | Forfait             | Forfait             | Forfait             |                     |
| 1968         | Non qualifiée   | Non qualifiée | Non qualifiée | Non qualifiée | Non qualifiée | Non qualifiée | Non qualifiée | Non qualifiée | 2/5                | 4                   | 3                   | 1                   | 0                   | 8                   | 4                   |                     |
| 1972         | Forfait         | Forfait       | Forfait       | Forfait       | Forfait       | Forfait       | Forfait       | Forfait       | Forfait            | Forfait             | Forfait             | Forfait             | Forfait             | Forfait             | Forfait             |                     |
| 1976         | Non qualifiée   | Non qualifiée | Non qualifiée | Non qualifiée | Non qualifiée | Non qualifiée | Non qualifiée | Non qualifiée | 3e                 | 2                   | 1                   | 0                   | 1                   | 2                   | 2                   |                     |
| 1980         | Forfait         | Forfait       | Forfait       | Forfait       | Forfait       | Forfait       | Forfait       | Forfait       | Forfait            | Forfait             | Forfait             | Forfait             | Forfait             | Forfait             | Forfait             |                     |
| 1984         | Forfait         | Forfait       | Forfait       | Forfait       | Forfait       | Forfait       | Forfait       | Forfait       | Forfait            | Forfait             | Forfait             | Forfait             | Forfait             | Forfait             | Forfait             |                     |
| 1988         | 1er tour        | 10e           | 4             | 0             | 1             | 3             | 0             | 6             | 2/5                | 4                   | 2                   | 1                   | 1                   | 6                   | 3                   |                     |
| 1992         | Vainqueur       | 1er           | 5             | 3             | 2             | 0             | 6             | 3             | Qualifiée d'office | Qualifiée d'office  | Qualifiée d'office  | Qualifiée d'office  | Qualifiée d'office  | Qualifiée d'office  | Qualifiée d'office  |                     |
| 1996         | Quart de finale | 5e            | 4             | 3             | 0             | 1             | 7             | 3             | Qualifiée d'office | Qualifiée d'office  | Qualifiée d'office  | Qualifiée d'office  | Qualifiée d'office  | Qualifiée d'office  | Qualifiée d'office  |                     |
| 2000         | Vainqueur       | 1er           | 6             | 5             | 1             | 0             | 21            | 6             | 1/4                | 3                   | 3                   | 0                   | 0                   | 15                  | 0                   |                     |
| 2004         | Vainqueur       | 1er           | 6             | 4             | 2             | 0             | 13            | 6             | Qualifiée d'office | Qualifiée d'office  | Qualifiée d'office  | Qualifiée d'office  | Qualifiée d'office  | Qualifiée d'office  | Qualifiée d'office  |                     |
| 2007         | 4e place        | 4e            | 6             | 2             | 3             | 1             | 11            | 7             | 1/4                | 6                   | 5                   | 0                   | 1                   | 15                  | 2                   |                     |
| 2011         | Vainqueur       | 1er           | 6             | 4             | 2             | 0             | 14            | 6             | 1/4                | 6                   | 5                   | 0                   | 1                   | 17                  | 4                   |                     |
| 2015         | Quart de finale | 5e            | 4             | 3             | 1             | 0             | 8             | 1             | Qualifiée d'office | Qualifiée d'office  | Qualifiée d'office  | Qualifiée d'office  | Qualifiée d'office  | Qualifiée d'office  | Qualifiée d'office  |                     |
| 2019         | Finaliste       | 2e            | 7             | 6             | 0             | 1             | 12            | 6             | 1/5                | 8                   | 7                   | 1                   | 0                   | 27                  | 0                   |                     |
| 2023         | Quart de finale | 7e            | 5             | 3             | 0             | 2             | 12            | 8             | 1/5                | 8                   | 8                   | 0                   | 0                   | 46                  | 2                   |                     |
| 2027         | Qualifié        |               |               |               |               |               |               |               | 1/4                | 6                   | 6                   | 0                   | 0                   | 24                  | 0                   |                     |
| Total        | 11/19           |               | 53            | 33            | 12            | 8             | 104           | 52            |                    |                     | 47                  | 40                  | 3                   | 4                   | 160                 | 17                  |

| Année        | Résultat     | Class.       | MJ           | V            | N*           | D            | bp           | bc           |
| ------------ | ------------ | ------------ | ------------ | ------------ | ------------ | ------------ | ------------ | ------------ |
| 1992         | Non qualifié | Non qualifié | Non qualifié | Non qualifié | Non qualifié | Non qualifié | Non qualifié | Non qualifié |
| 1995         | 1er tour     | 6e           | 2            | 0            | 0            | 2            | 1            | 8            |
| 1997 et 1999 | Non qualifié | Non qualifié | Non qualifié | Non qualifié | Non qualifié | Non qualifié | Non qualifié | Non qualifié |
| 2001         | Finale       | 2e           | 5            | 3            | 1            | 1            | 6            | 1            |
| 2003         | 1er tour     | 6e           | 3            | 1            | 0            | 2            | 4            | 3            |
| 2005         | 1er tour     | 5e           | 3            | 1            | 1            | 1            | 4            | 4            |
| 2009         | Non qualifié | Non qualifié | Non qualifié | Non qualifié | Non qualifié | Non qualifié | Non qualifié | Non qualifié |
| 2013         | 1er tour     | 7e           | 3            | 0            | 0            | 3            | 4            | 9            |
| 2017         | Non qualifié | Non qualifié | Non qualifié | Non qualifié | Non qualifié | Non qualifié | Non qualifié | Non qualifié |
| Total        | 5/10         | 2e           | 16           | 5            | 2            | 9            | 19           | 25           |

| Année | Tour            | Class. | J | G | N | P | bp | bc |
| ----- | --------------- | ------ | - | - | - | - | -- | -- |
| 1896  | Pas de tournoi  | -      | - | - | - | - | -  | -  |
| 1900  | Non participant | -      | - | - | - | - | -  | -  |
| 1904  | Non participant | -      | - | - | - | - | -  | -  |
| 1908  | Non participant | -      | - | - | - | - | -  | -  |
| 1912  | Non participant | -      | - | - | - | - | -  | -  |
| 1920  | Non participant | -      | - | - | - | - | -  | -  |
| 1924  | Non participant | -      | - | - | - | - | -  | -  |
| 1928  | Non participant | -      | - | - | - | - | -  | -  |
| 1932  | Pas de Tournoi  | -      | - | - | - | - | -  | -  |
| 1936  | Quart de finale | 8      | 2 | 1 | 0 | 1 | 3  | 10 |
| 1948  | Non participant | -      | - | - | - | - | -  | -  |
| 1952  | Non participant | -      | - | - | - | - | -  | -  |
| 1956  | 1er tour        | 8      | 3 | 1 | 0 | 2 | 5  | 9  |
| 1960  | Non qualifiée   | -      | - | - | - | - | -  | -  |
| 1964  | Quart de finale | 8      | 3 | 1 | 0 | 2 | 5  | 9  |
| 1968  | 3e              | 3      | 6 | 3 | 2 | 1 | 9  | 8  |
| 1972  | Non participant | -      | - | - | - | - | -  | -  |
| 1976  | Non participant | -      | - | - | - | - | -  | -  |
| 1980  | Non participant | -      | - | - | - | - | -  | -  |
| 1984  | Non participant | -      | - | - | - | - | -  | -  |
| 1988  | Non participant | -      | - | - | - | - | -  | -  |

Parcours en Coupe d'Asie de l'Est de football
- 2003 :  2e place
- 2005 :  2e place
- 2008 :  2e place
- 2010 :  3e place
- 2013 :  Vainqueur
- 2015 : 4e place
- 2017 :  2e place
- 2019 :  2e place
- 2022 :  Vainqueur
- 2025 :  Vainqueur

Participation à la Copa América
- 1999 : 1er tour
- 2011 : Participation annulée
- 2015 : Invité mais décline l'invitation
- 2019 : 1er tour

## Identité

### Surnom

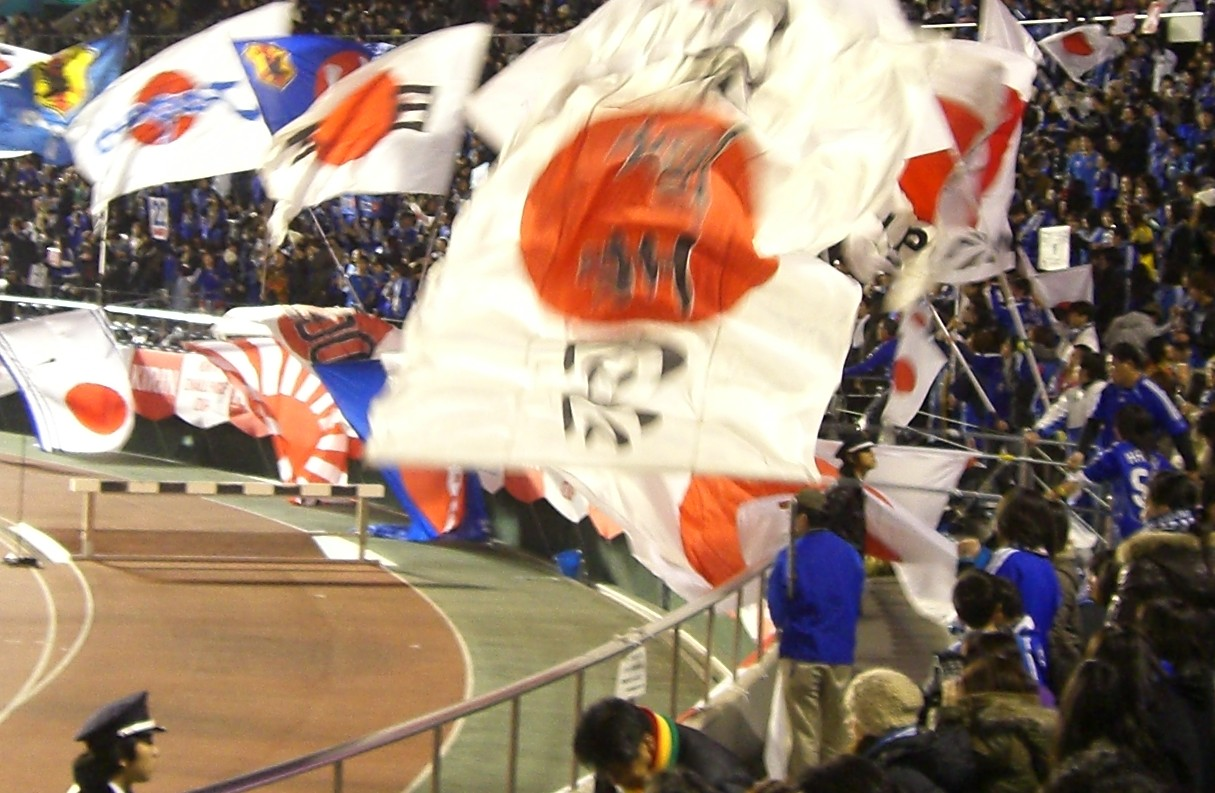
Supporters du Japon.

L'équipe est surnommée Samurai Blue (サムライ・ブルー, samurai burū), surnom officiel depuis 2009. Elle est généralement désignée selon le nom du sélectionneur, en utilisant le mot Japan (ジャパン), actuellement[Quand ?] Zaccheroni Japan (ザッケローニジャパン, Zakkerōni Japan) ou en abrégé Zac Japan (ザックジャパン, Zakku Japan). Cette appellation a débuté lors de la prise de fonction de Marius Johan Ooft, premier sélectionneur étranger du Japon en 1992.

### Couleurs
Depuis 1980, le maillot domicile de la sélection japonaise est généralement bleu, voire bleu navy depuis 2010, le short blanc et les bas bleus. Auparavant, de 1950 à 1980, l'équipement était entièrement blanc, avec ou sans liserés bleus. De 1988 à 1991, sous la direction de Kenzo Yokoyama, le maillot est rouge et blanc, reprenant ainsi les couleurs du drapeau du Japon.
Le choix de porter un maillot bleu, et non rouge ou blanc, trouve son origine dans la victoire surprise du Japon face à la Suède lors des Jeux olympiques de 1936 - son premier match international d'importance - au cours de laquelle les Japonais jouent en bleu. Le bleu dans la tradition japonaise est synonyme de jeunesse, le jaune (que l'on trouve sur l'écusson) d'honnêteté.
| 1917-1956 | 1964-1975 | 1975-1979 | 1980-1983      | 1988-1991      | 1991-1992 | 1993-1996 | 1996-1998 |
| 1998-1999 | 2002 Dom. | 2002 Ext. | 2010-2011 Dom. | 2010-2011 Ext. | 2012-2013 | 2013–15   | 2015–17   |
| 2017      | 2018-2020 | 2020      |                |                |           |           |           |

### Culture populaire
La sélection japonaise a un couple de mascottes, baptisées Karappe (カラッペ) et Karara (カララ). Ce sont des Yatagarasu, des corbeaux à trois pattes, portant le maillot de la sélection. Elles sont l’œuvre du mangaka Susumu Matsushita (en).
Le mangaka Yōichi Takahashi, créateur du célèbre manga de football Captain Tsubasa (Olive et Tom en français), commence la série Captain Tsubasa - World Youth par la « tragédie de Doha » du 28 octobre 1993.

## Personnalités

### Sélectionneurs

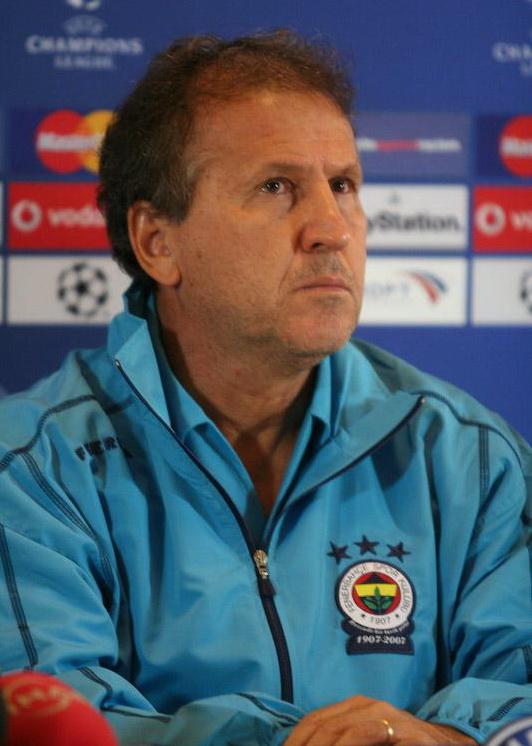
Zico en 2007, peu après son mandat au Japon.

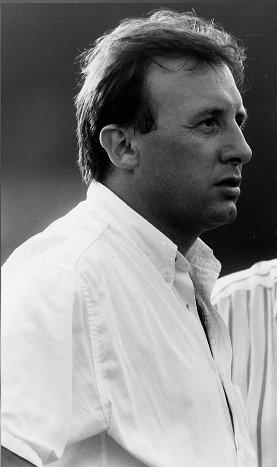
L'Italien Zaccheroni, ici en 1990, est le sélectionneur du Japon de 2010 à 2014.

Jusqu'en 1991, la sélection japonaise n'est dirigée que par des entraineurs japonais, avec des résultats assez modestes. Alors que le football japonais s'ouvre au monde avec la création de la J. League, le championnat professionnel japonais, la fédération fait appel en 1992 au Néerlandais Hans Ooft. Ce dernier mène le Japon à sa première victoire en Coupe d'Asie des nations, à domicile.
Les succès continentaux suivants de la sélection sont également le fait de techniciens étrangers : le Français Philippe Troussier en 2000, le Brésilien Zico en 2004, et l'Italien Alberto Zaccheroni en 2011. Takeshi Okada est le seul Japonais à avoir mené la sélection nationale en Coupe du monde, en 1998 et 2010. La deuxième fois, il remplace le Bosniaque Ivan Osim, victime d'une crise cardiaque en novembre 2007 et qui arrête là sa carrière de technicien. Les autres campagnes sont assurées par Philippe Troussier en 2002, Zico en 2006 et Zaccheroni en 2014.
| Nom                   | Période(s)            | Matchs | V  | N  | D  | % V    |
| --------------------- | --------------------- | ------ | -- | -- | -- | ------ |
| Sans entraîneur       | 1917                  | -      | -  | -  | -  | -      |
| Hitoshi Sasaki        | 1921                  | -      | -  | -  | -  | -      |
| Masujiro Nishida      | 1923                  | 2      | 0  | 0  | 2  | 0%     |
| Gorō Yamada           | 1925                  | 2      | 0  | 0  | 2  | 0%     |
| Dobashi (土橋)        | 1927[réf. nécessaire] | -      | -  | -  | -  | -      |
| Shigeyoshi Suzuki     | 1930                  | 2      | 1  | 1  | 0  | 50%    |
| Shigemaru Takenokoshi | 1934                  | 3      | 1  | 0  | 2  | 33,33% |
| Shigeyoshi Suzuki     | 1936                  | 2      | 1  | 1  | 0  | 50%    |
| Shigemaru Takenokoshi | 1938-1940             | 1      | 1  | 0  | 0  | 100%   |
| Koichi Kudo           | 1942                  | -      | -  | -  | -  | -      |
| Hirokazu Ninomiya     | 1951                  | 3      | 1  | 1  | 1  | 33,33% |
| Shigemaru Takenokoshi | 1951-1956, 1958-1959  | 24     | 6  | 6  | 12 | 25%    |
| Hidetoki Takahashi    | 1957, 1960-1962       | 14     | 3  | 2  | 9  | 21,43% |
| Taizo Kawamoto        | 1958                  | 2      | 0  | 0  | 2  | 0%     |
| Ken Naganuma          | 1962-1969, 1972-1976  | 73     | 34 | 12 | 27 | 46,57% |
| Shunichiro Okano      | 1970-1971             | 19     | 11 | 2  | 6  | 57,9%  |
| Hiroshi Ninomiya      | 1976-1978             | 27     | 6  | 6  | 15 | 22,22% |
| Yukio Shimomura       | 1979-1980             | 14     | 8  | 4  | 2  | 57,14% |
| Masashi Watanabe      | 1980                  | 3      | 2  | 0  | 1  | 66,67% |
| Saburō Kawabuchi      | 1980-1981             | 10     | 3  | 2  | 5  | 30%    |
| Takaji Mori           | 1981-1985             | 43     | 22 | 5  | 16 | 51,16% |
| Yoshinobu Ishii       | 1986-1987             | 17     | 11 | 2  | 4  | 64,70% |
| Kenzo Yokoyama        | 1988-1991             | 24     | 5  | 7  | 12 | 20,83% |
| Hans Ooft             | 1992-1993             | 27     | 17 | 6  | 4  | 62,96% |
| Paulo Roberto Falcão  | 1994                  | 9      | 3  | 4  | 2  | 33,33% |
| Shu Kamo              | 1994-1997             | 46     | 24 | 8  | 14 | 52,17% |
| Takeshi Okada         | 1997-1998, 2007-2010  | 65     | 31 | 18 | 16 | 47,69% |
| Philippe Troussier    | 1998-2002             | 50     | 23 | 15 | 12 | 46%    |
| Zico                  | 2002-2006             | 71     | 38 | 15 | 18 | 53,52% |
| Ivica Osim            | 2006-2007             | 20     | 13 | 2  | 5  | 65%    |
| Alberto Zaccheroni    | 2010-2014             | 57     | 32 | 12 | 13 | 56,14% |
| Javier Aguirre        | 2014-2015             | 10     | 7  | 1  | 2  | 70%    |
| Vahid Halilhodžić     | 2015-2018             | 35     | 21 | 7  | 7  | 60%    |
| Akira Nishino         | 2018                  | 7      | 2  | 1  | 4  | 28,57% |
| Hajime Moriyasu       | 2018-                 | 96     | 68 | 12 | 16 | 70,83% |

### Joueurs emblématiques
Le site Internet de la FIFA identifie en 2014 comme des « stars du passé » trois joueurs : l'attaquant Kazuyoshi Miura et les milieux de terrain Shunsuke Nakamura et Hidetoshi Nakata. Nakata est le seul Japonais à apparaître au FIFA 100, une liste de footballeurs ayant marqué leur génération créée publiée en 2004 par la FIFA. Par contre ils sont plusieurs à faire partie du palmarès du Footballeur asiatique de l'année, lancé en 1988 : outre Miura en 1993 et Nakata en 1997 et 1998, on y trouve le défenseur Masami Ihara en 1995 et les milieux de terrain Shinji Ono en 2002 et Yasuhito Endo en 2009.
Kazuyoshi Miura est le deuxième meilleur buteur de l'histoire de la sélection derrière Kunishige Kamamoto, et le premier joueur asiatique à évoluer en Italie. Il remporte avec ses compatriotes la première Coupe d'Asie des nations du Japon en 1992, tournoi dont il est élu meilleur joueur.

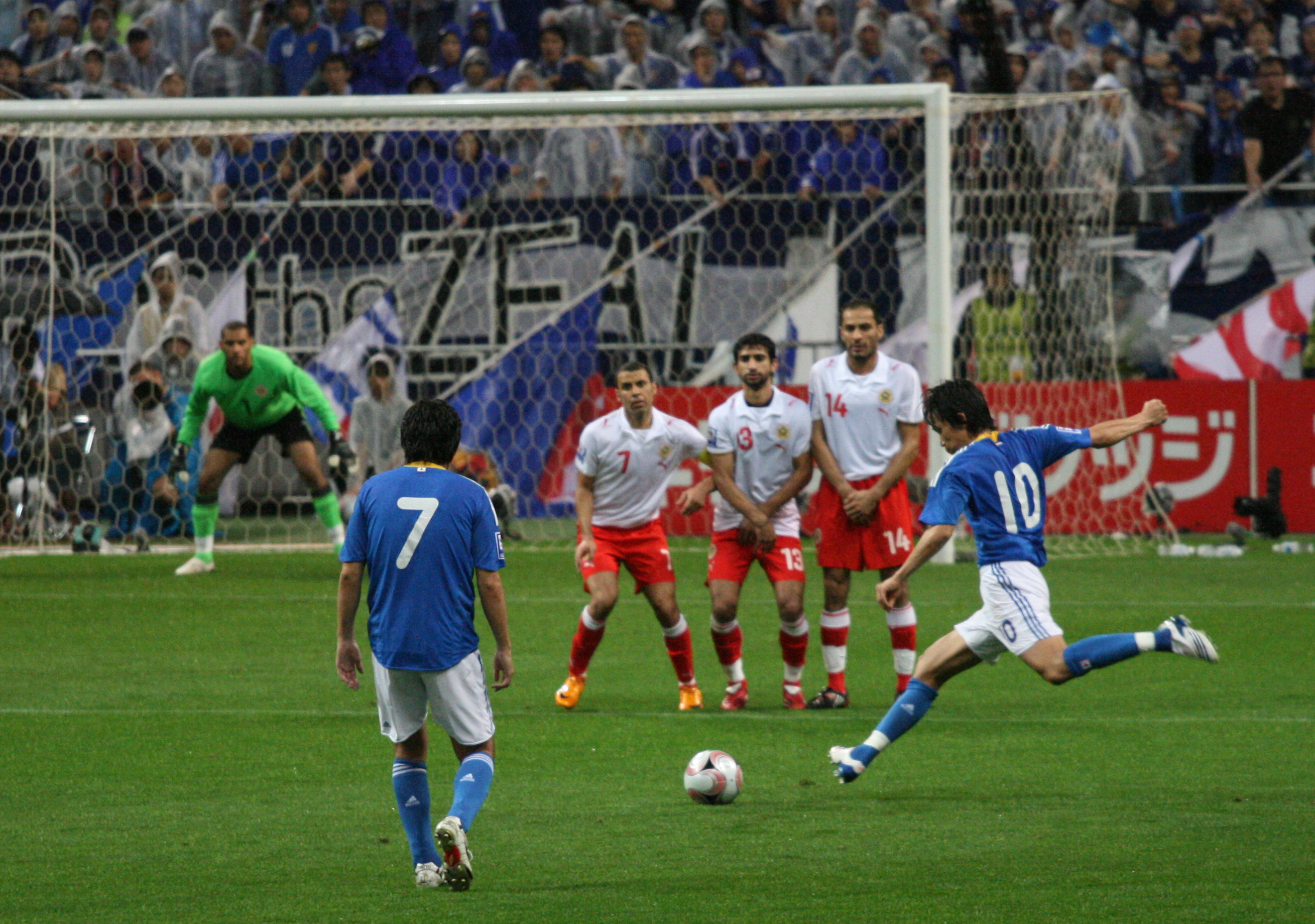
Nakamura tirant un coup franc en 2008.

Nakata est déjà un titulaire incontesté en sélection nationale au poste de meneur de jeu quand il est recruté en Italie en 1998, à 21 ans. Il vient de disputer en France la première des trois Coupes du monde auxquelles il participera dans sa carrière. Il prend sa retraite sportive en 2006, à moins de 30 ans. Shunsuke Nakamura est resté célèbre pour sa force de frappe du pied gauche et ses coups de pied arrêtés. Élu meilleur joueur de la Coupe d'Asie 2004, la 3e remportée par le Japon, il dispute aussi deux fois la Coupe du monde, en 2006 et 2010.
Dans les années 2010, des joueurs comme Shinji Kagawa, Keisuke Honda et Yuto Nagatomo sont titulaires dans des clubs réputés comme Manchester United, le CSKA Moscou ou l'Inter Milan. La Bundesliga est particulièrement bien dotée en joueurs japonais (Shinji Okazaki et Gotoku Sakai à Stuttgart, Hajime Hosogai au Bayer Leverkusen, Makoto Hasebe à Wolfsbourg, Hiroshi Kiyotake à Nuremberg...). C'est d'ailleurs avec un club allemand qu'un Japonais dispute pour la première fois une demi-finale de Ligue des champions (Atsuto Uchida avec Schalke 04 en 2011)[réf. nécessaire].
| Rang | Sélections           | Carrière  | Sélections | Buts |
| ---- | -------------------- | --------- | ---------- | ---- |
| 1    | Yasuhito Endō        | 2002-2015 | 152        | 15   |
| 2    | Yūto Nagatomo        | 2008-     | 142        | 4    |
| 3    | Maya Yoshida         | 2010-     | 127        | 12   |
| 4    | Masami Ihara         | 1988-1999 | 122        | 5    |
| 5    | Shinji Okazaki       | 2008-2019 | 119        | 50   |
| 6    | Yoshikatsu Kawaguchi | 1997-2008 | 116        | 0    |
| 7    | Makoto Hasebe        | 2006-2018 | 114        | 2    |
| 8    | Yuji Nakazawa        | 1999-2010 | 110        | 17   |
| 9    | Keisuke Honda        | 2008-2018 | 98         | 37   |
| 9    | Shunsuke Nakamura    | 2000-2010 | 98         | 24   |

| Rang | Joueur             | Carrière  | Buts | Sélections |
| ---- | ------------------ | --------- | ---- | ---------- |
| 1    | Kunishige Kamamoto | 1964-1977 | 75   | 76         |
| 2    | Kazuyoshi Miura    | 1990-2000 | 55   | 89         |
| 3    | Shinji Okazaki     | 2008-2019 | 50   | 119        |
| 4    | Hiromi Hara        | 1978-1988 | 37   | 75         |
| 4    | Keisuke Honda      | 2008-2018 | 37   | 98         |
| 6    | Shinji Kagawa      | 2008-2019 | 31   | 97         |
| 7    | Takuya Takagi      | 1992-1997 | 27   | 44         |
| 8    | Kazushi Kimura     | 1979-1986 | 26   | 54         |
| 9    | Yuya Osako         | 2013-     | 25   | 57         |
| 10   | Shunsuke Nakamura  | 2000-2010 | 24   | 98         |

## Infrastructures
La sélection japonaise a longtemps été résidente du Stade olympique national, construit à la fin des années 1950 à Tokyo en prévision des Jeux olympiques d'été de 1964, qui marque le retour du Japon sur la scène internationale vingt ans après la Seconde Guerre mondiale. Conçu par l'architecte Kenzo Tange, il a une capacité de 57 363 spectateurs.
À l'occasion de la Coupe du monde 2002, organisée conjointement avec la Corée du Sud, plusieurs grands stades sont construits, notamment le stade international de Yokohama (rebaptisé en 2005 « stade Nissan » pour des raisons de sponsoring) qui accueille la finale du tournoi. Plus grand stade du pays avec 72 327 places, il est à la disposition de la sélection pour ses matchs les plus prestigieux.
Cependant, la sélection n'a pas de stade attitré et utilise tous les stades à travers le pays, au premier rang desquels le stade Saitama 2002, situé à Saitama, mais aussi le stade Toyota, à Toyota, le stade Nagai à Osaka, le Dôme de Sapporo, le stade de Miyagi...

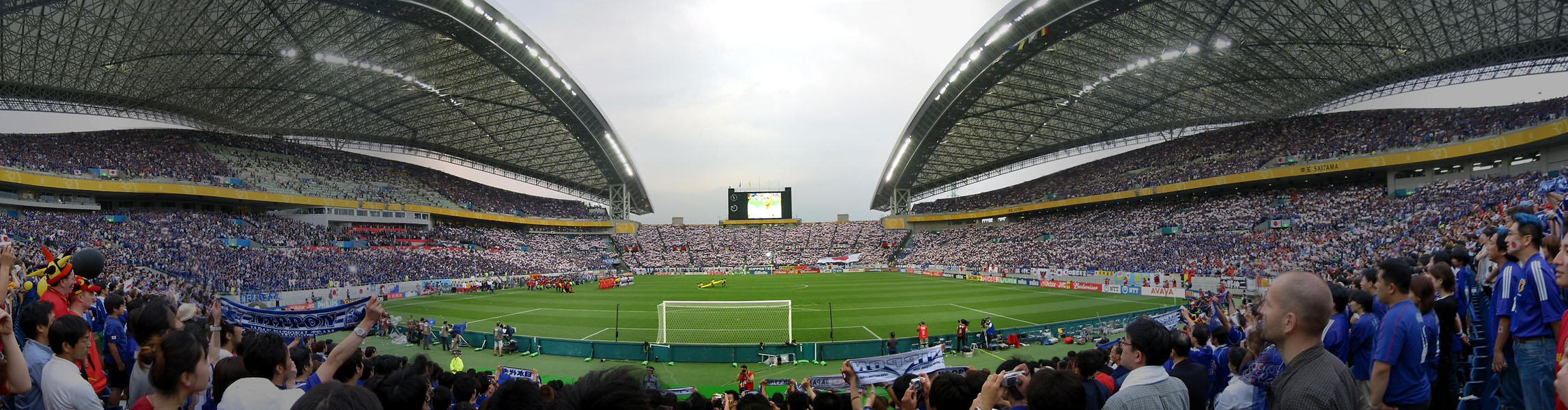
Vue intérieure du stade Saitama 2002.